# Автомобільна промисловість у Мексиці
Автомобільна промисловість Мексики — галузь економіки Мексики.
Автомобільна промисловість стосується автомобільного ринку і його еволюції у Мексиці, а також списку брендів і моделей, доступних для продажу в країні, а також їх короткого історичного огляду.

## Історія

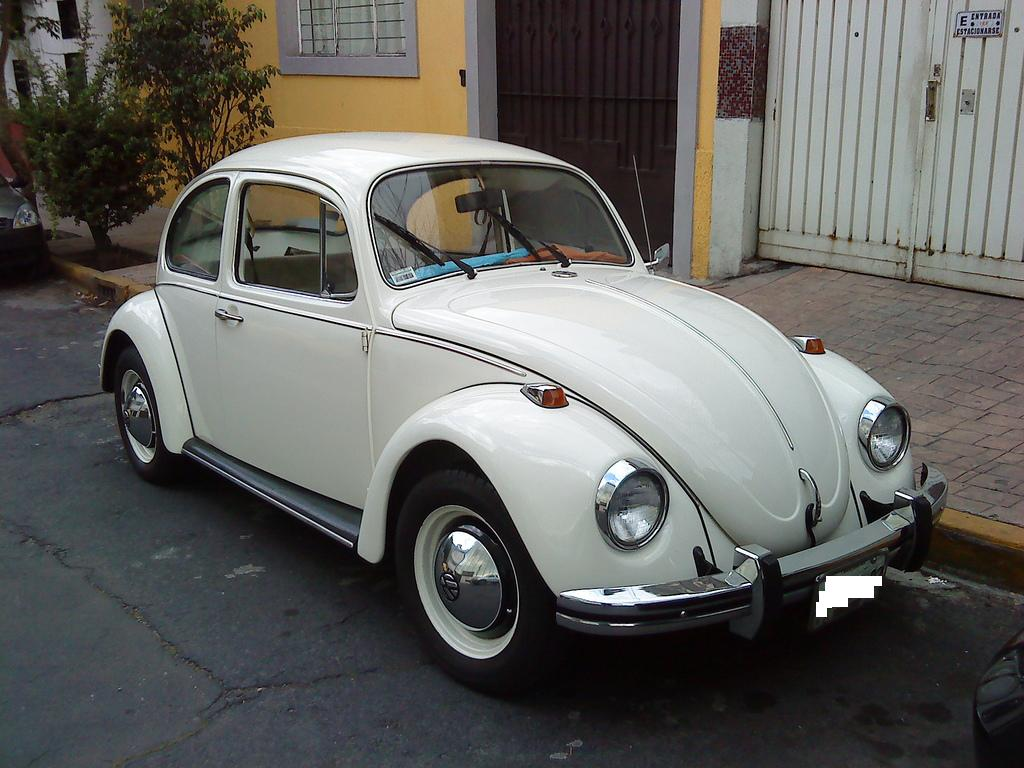
Volkswagen Sedán (1967—2003)

У 1910 році Daimler і Renault побудували заводи для місцевого складання транспортних засобів, в першу чергу для мексиканського уряду.
Починаючи з 1921 року Buick став першим автомобільним виробником, який був офіційно представлений в Мексиці. У 1925 році Ford Motor Company був також представлений і почав виробництво автомобілів, і станом на 2016 рік залишається найтривалішим брендом в країні.
У 1959 році Мексика випустила свій перший повністю вітчизняний автомобіль, невелику вантажівку під назвою Rural Ramírez, вироблену компанією Ramirez.
Багато з автовиробників вже працювали в Мексиці до 1961 року, коли почався перший спад мексиканської економіки. На початку 1960-х років, урядові постанови змусили автомобільні компанії складати автомобілі в Мексиці, з використанням місцевих, а також імпортних компонентів. Ідея полягала в тому, щоб розробити національну автомобільну промисловість в країні, щоб сприяти технологічним досягненням та зайнятості населення. Компанії, які не відповідали цим правилам покинули країну; вони включали Mercedes-Benz, Fiat, Citroen, Peugeot і Volvo. Американська велика трійка (General Motors, Ford і Chrysler) залишилась разом з American Motors, Renault, Volkswagen, Datsun та Borgward.
Зростання економіки Мексики протягом кінця 1990-х стимулювало продажі автомобілів в Мексиці і, урешті-решт, більшість колишніх автомобілебудівників повернулись в країну. Peugeot та Mercedes-Benz дали Мексиці "другий шанс" відновивши виробництво в 1997 році.

## Сучасний ринок

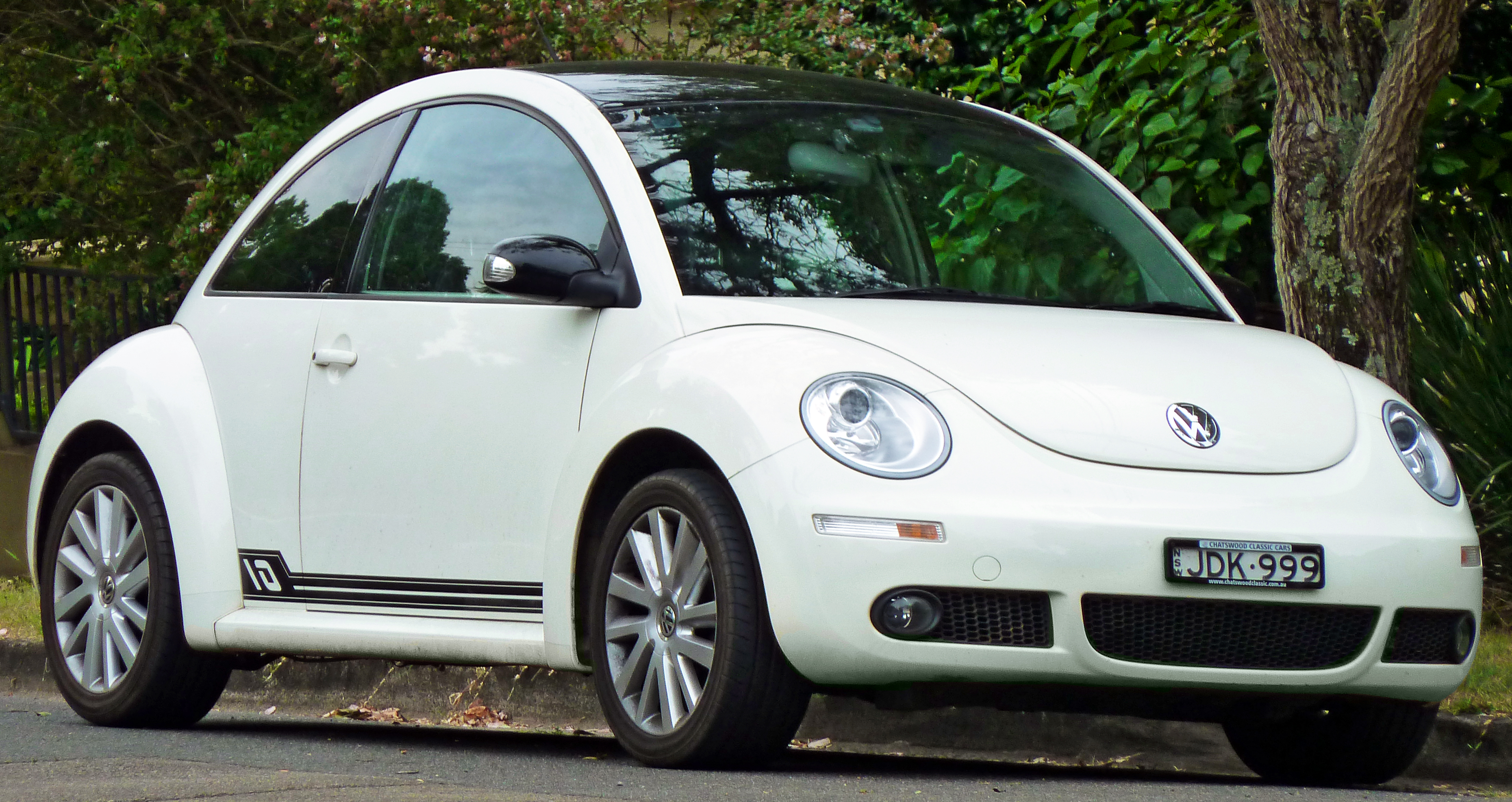
Volkswagen New Beetle (1998–2011)

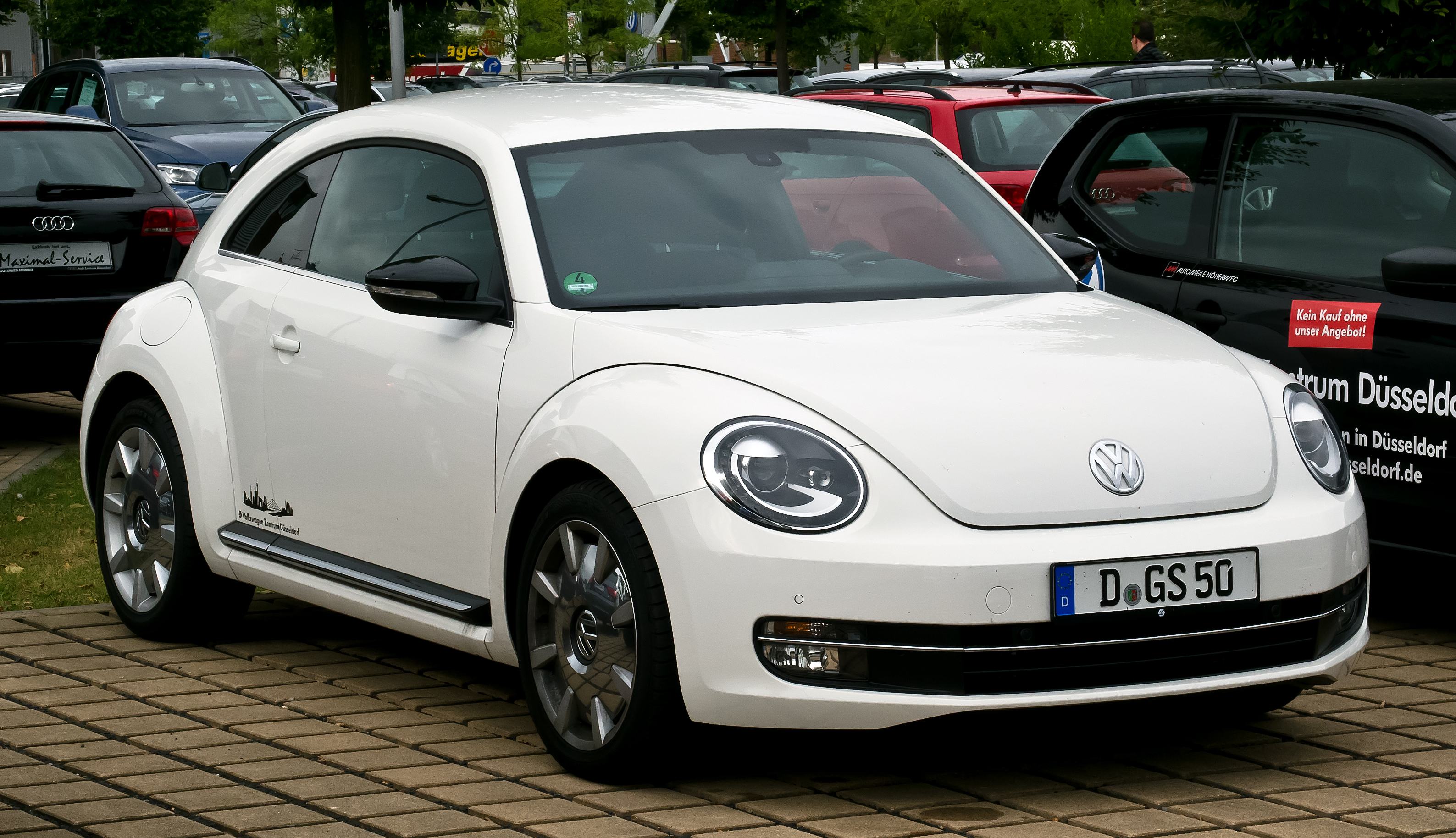
Volkswagen Beetle (2011—2019)

Річний обсяг продажів легкових автомобілів в Мексиці досяг 1 мільйона в 2005 році.
На долю автомобільного сектора припадає 17,6% сектора виробничої промисловості Мексики. Мексика є третьою за величиною автомобілебудівною країною в Західній півкулі, після США таі Бразилії, виробивши 3,1 мільйона автомобілів в 2013 році. Промисловість виробляє технологічно складні компоненти і бере участь в дослідженнях і розробках.
"Велика трійка" (General Motors, Ford і Chrysler) працює в Мексиці з 1930-х років, в той час як Volkswagen і Nissan побудували свої заводи в 1960-х роках. В одному лише Пуебла є 70 промислових виробників запчастин, які згруповані навколо компанії Volkswagen.
У 2010-х сектор зростає і розширюється. У 2014 році було вкладено понад 10 млрд $ інвестицій протягом перших кількох місяців року. Компанія Kia Motors в серпні 2014 року оголосила про плани будівництва заводу на 1 млрд $ в Нуево-Леоні. У той час як компанії Mercedes-Benz і Nissan вже будували завод на 1,4 млрд $ поблизу Пуебла, BMW планувала відкрити складальний завод на 1 млрд $ в Сан-Луїс-Потосі. Крім того, Audi почала будувати завод на 1,3 млрд $ поблизу Пуебла в 2013 році.

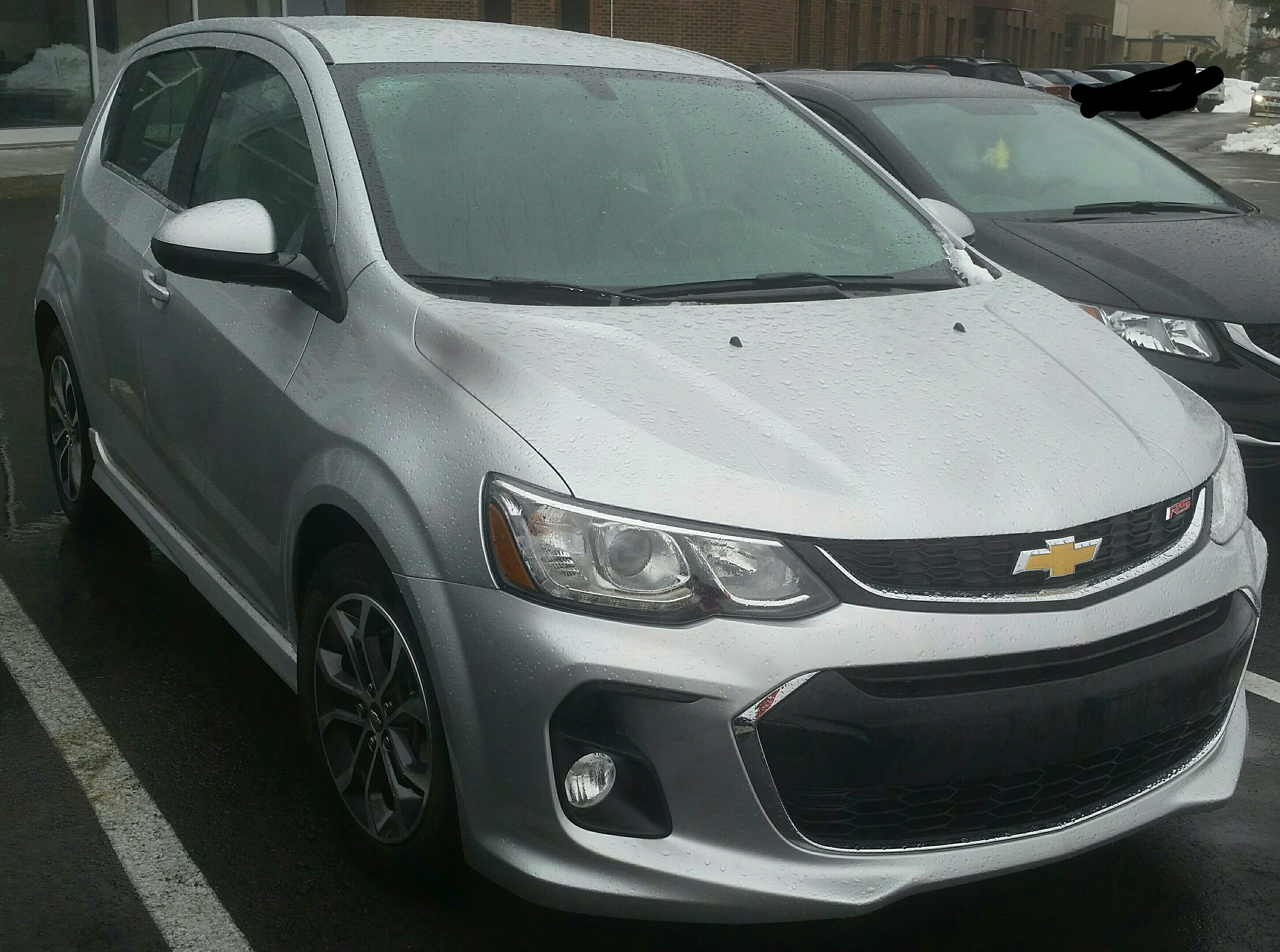
Chevrolet Sonic II (2012—2020)
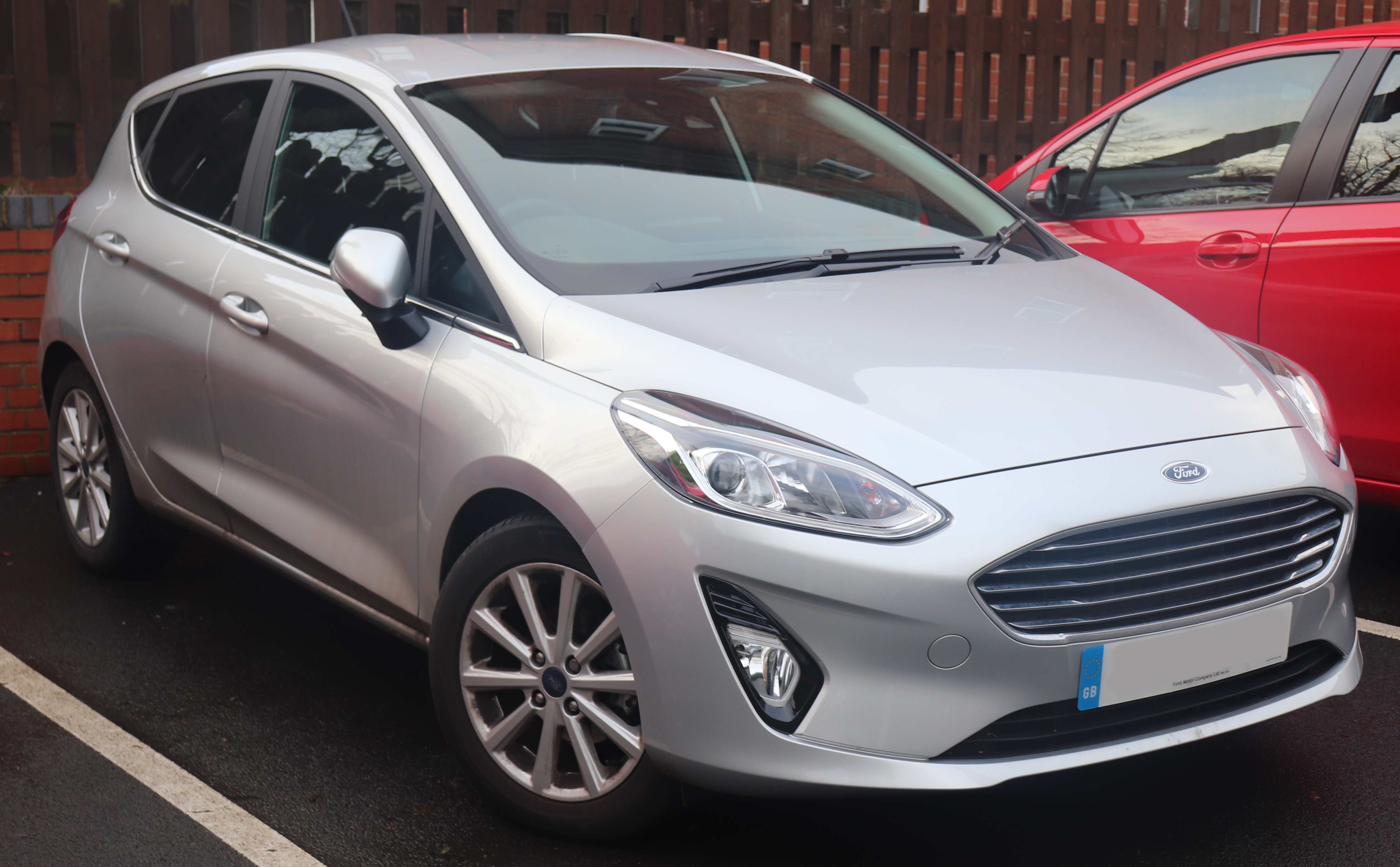
Ford Fiesta MkVI (2010—2019)
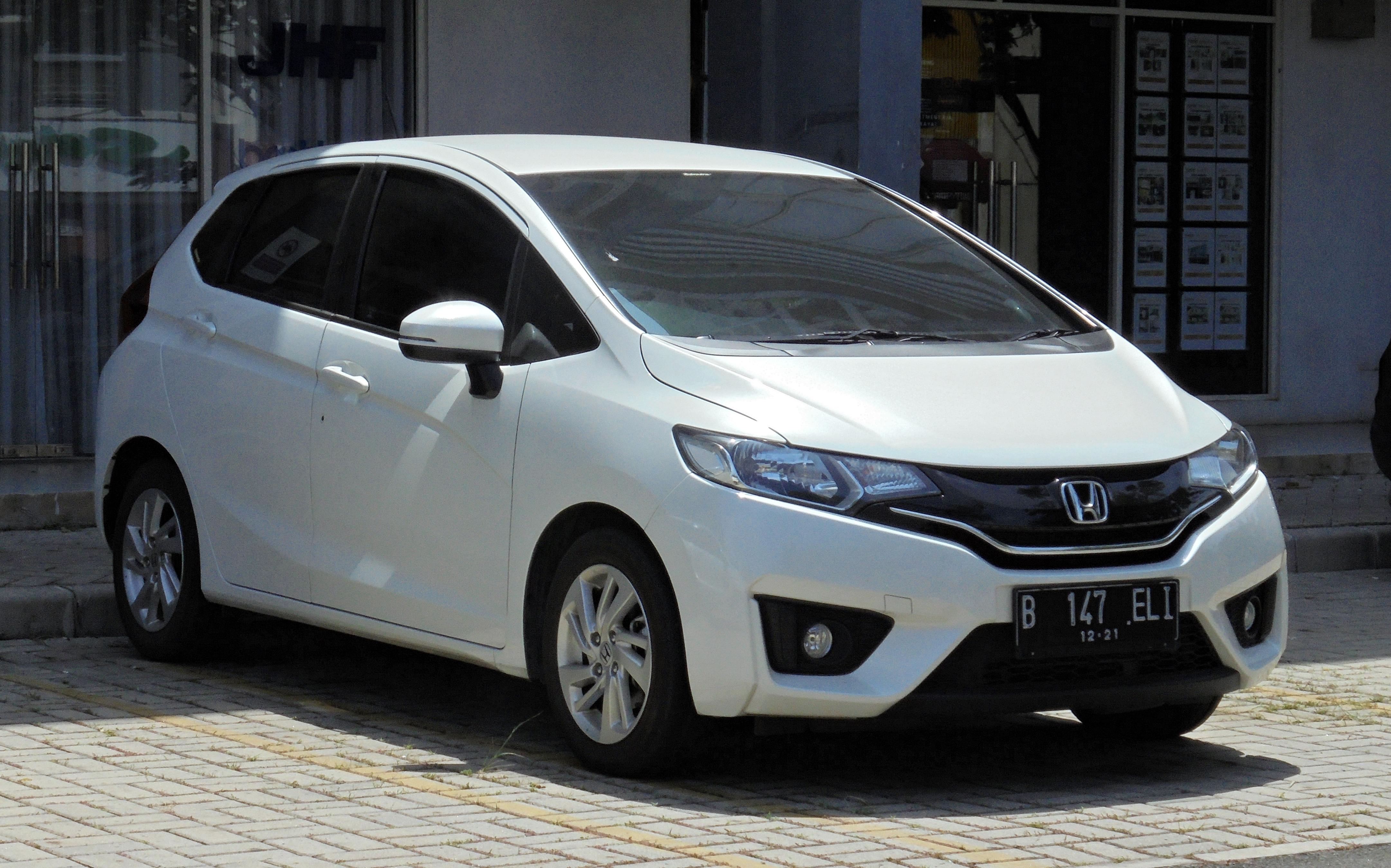
Honda Fit III (2013—2022)
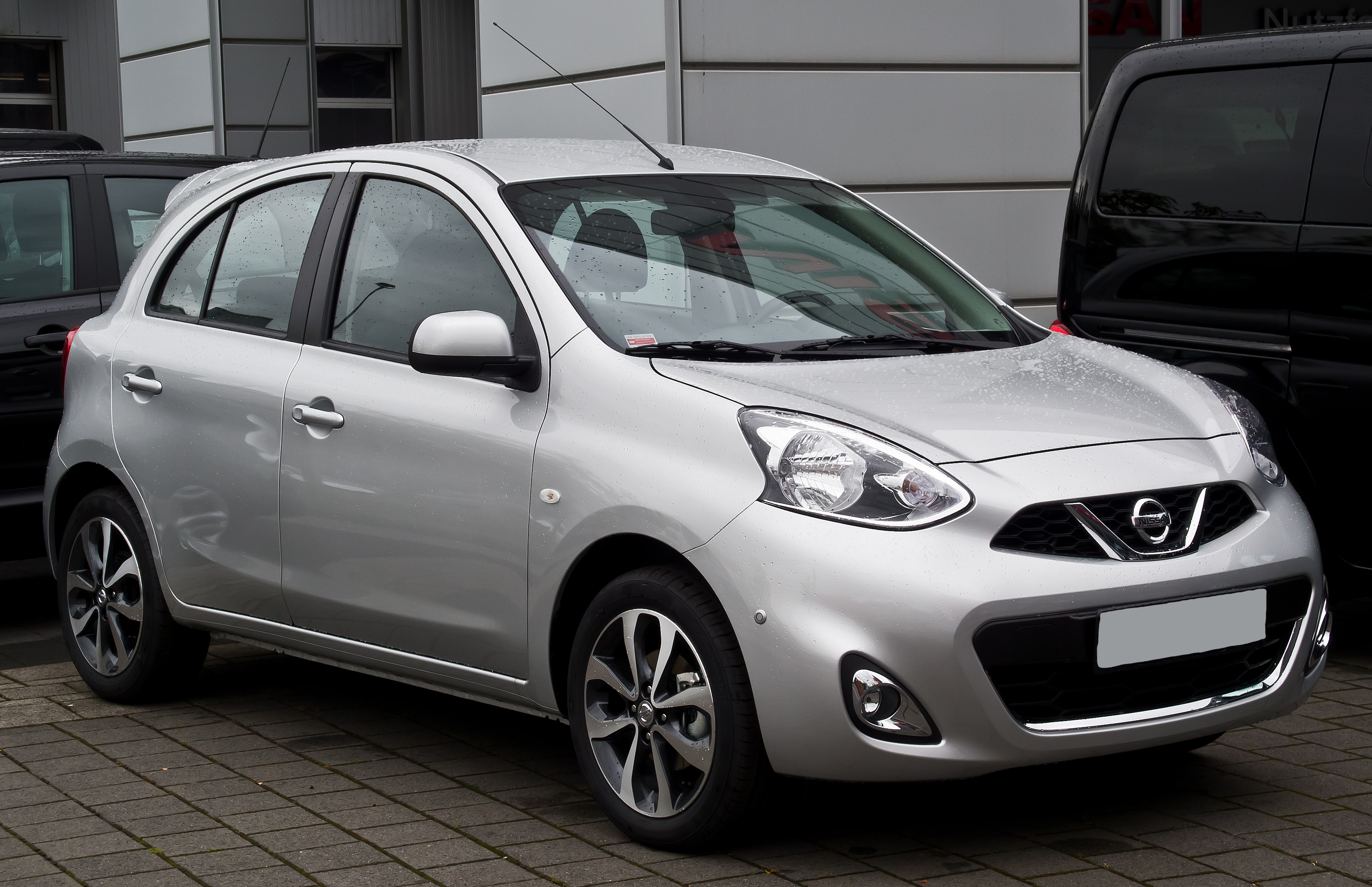
Nissan Micra (2010—наш час)
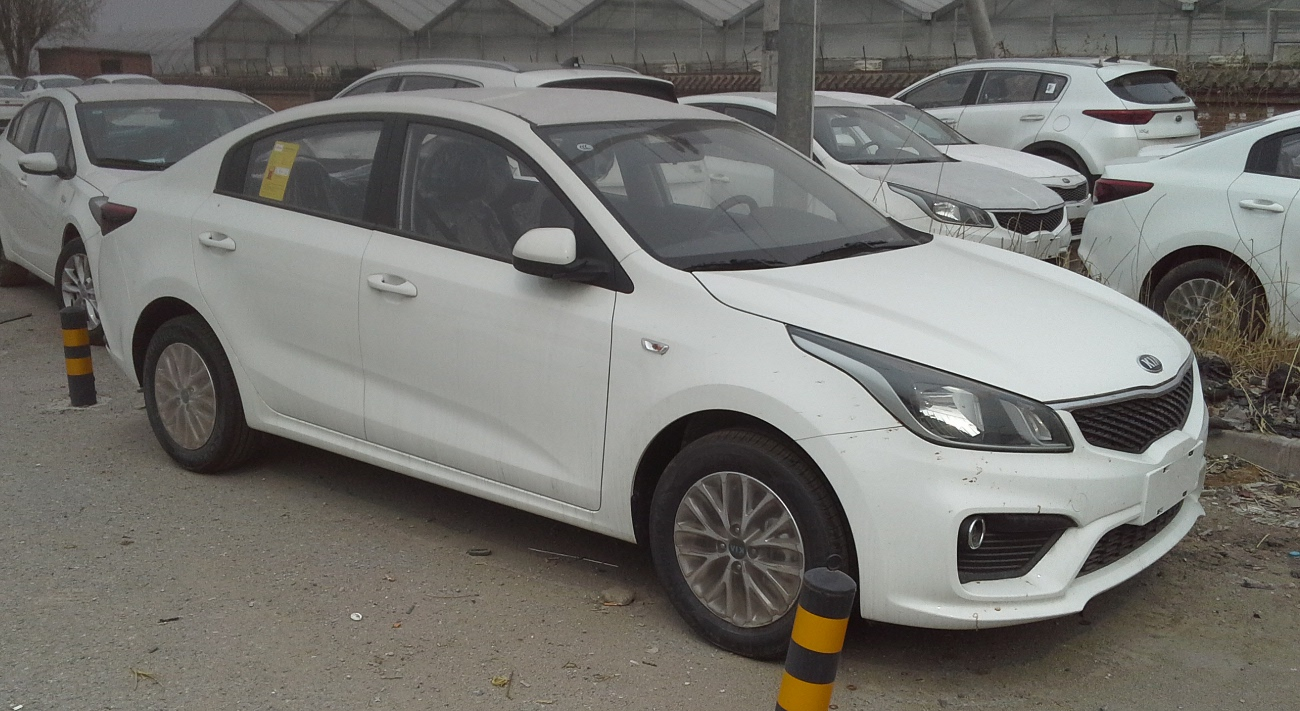
Kia Rio (2017—2023)
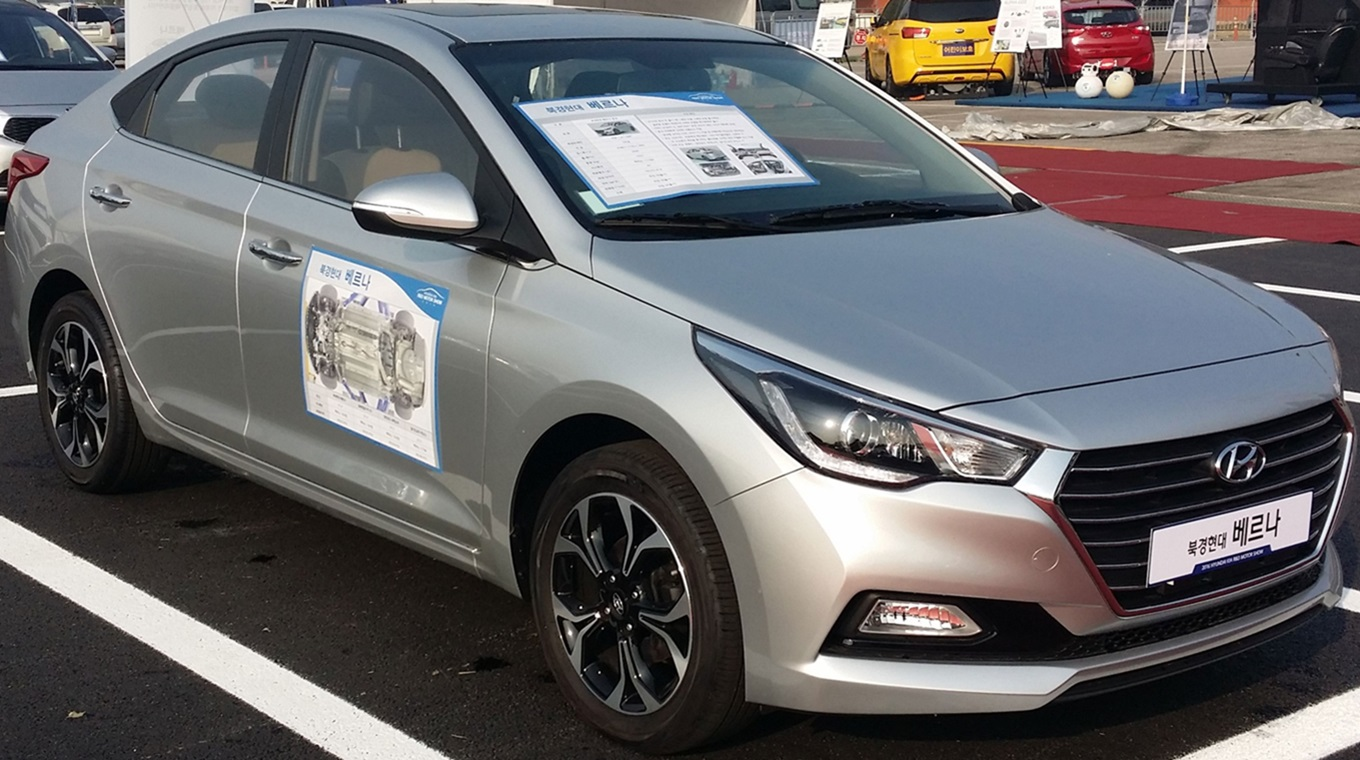
Hyundai Accent (2017—2022)

## Мексиканські автомобільні виробники
- Dinalpin

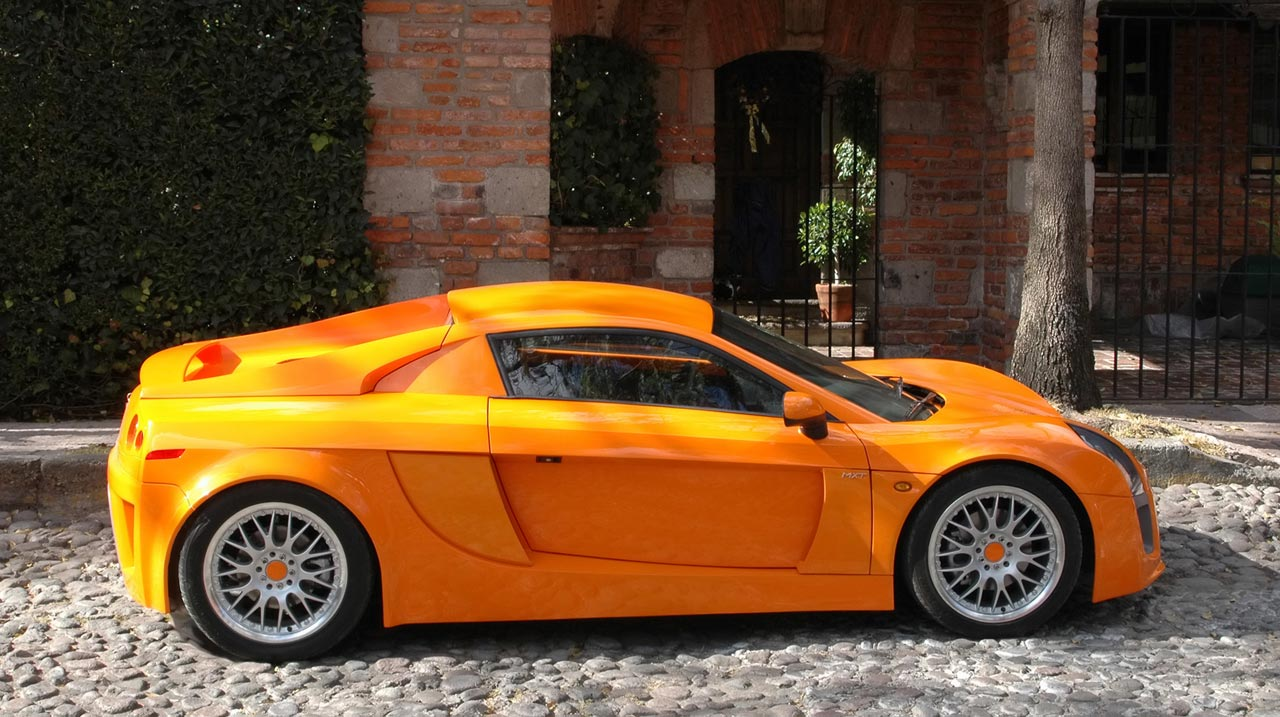
Mastretta MXT (2011—2014)

Dinalpin був спортивним автомобілем мексиканського виробництва компанії Diesel Nacional (коротко DINA S.A.), який випускався у 1965-1974 роках відповідно до ліцензії Alpine.
- Solana

Solana є виробником спортивних і гоночних автомобілів.
- Mastretta

Мексиканська студія Mastretta Cars вперше оголосила про створення моделі MXT через журнал Automóvil Panamericano в травні 2007 року. Mastretta MXT — перший мексиканський спортивний автомобіль з коли-небудь побудованих, і має особливі специфікації, аналогічні до Lotus Elise і Porsche Cayman. Виробництво MXT почалося в січні 2011 року, а перші одиниці повинні бути доставлені в квітні того ж року.

## Компанії з офіційним представництвом в Мексиці

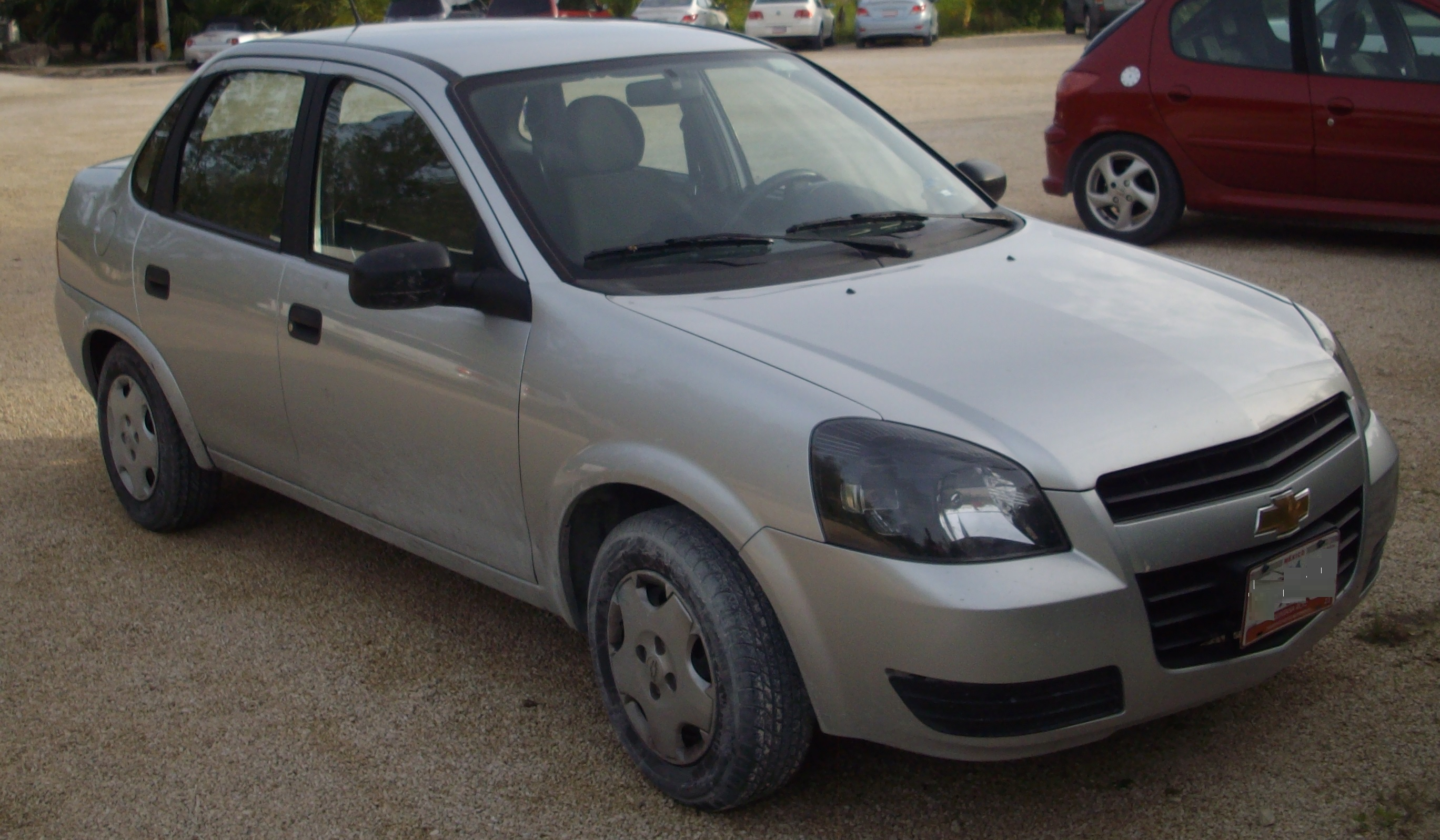
Chevrolet Chevy (2004–2012)

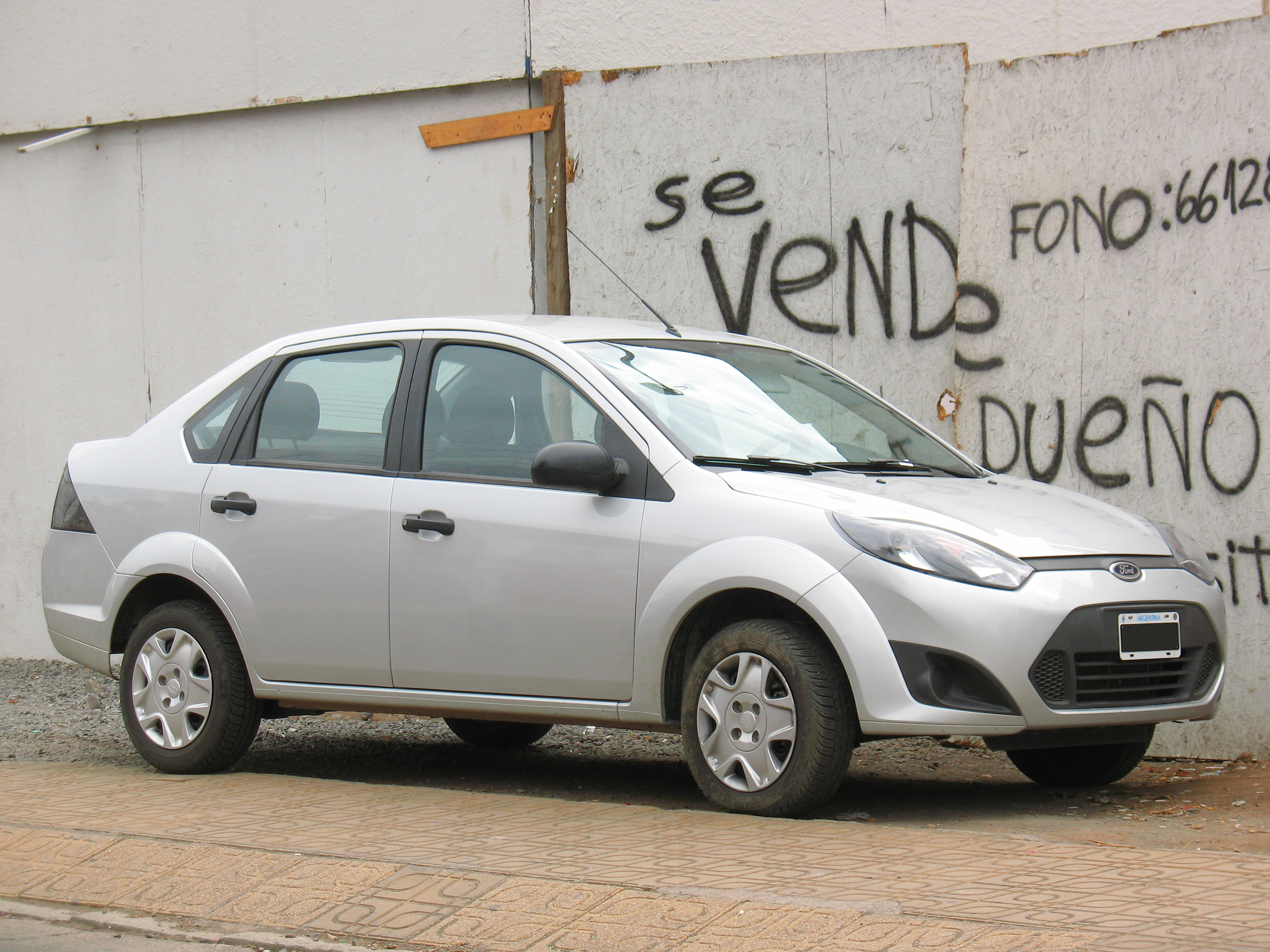
Ford Ikon (2007–2015)

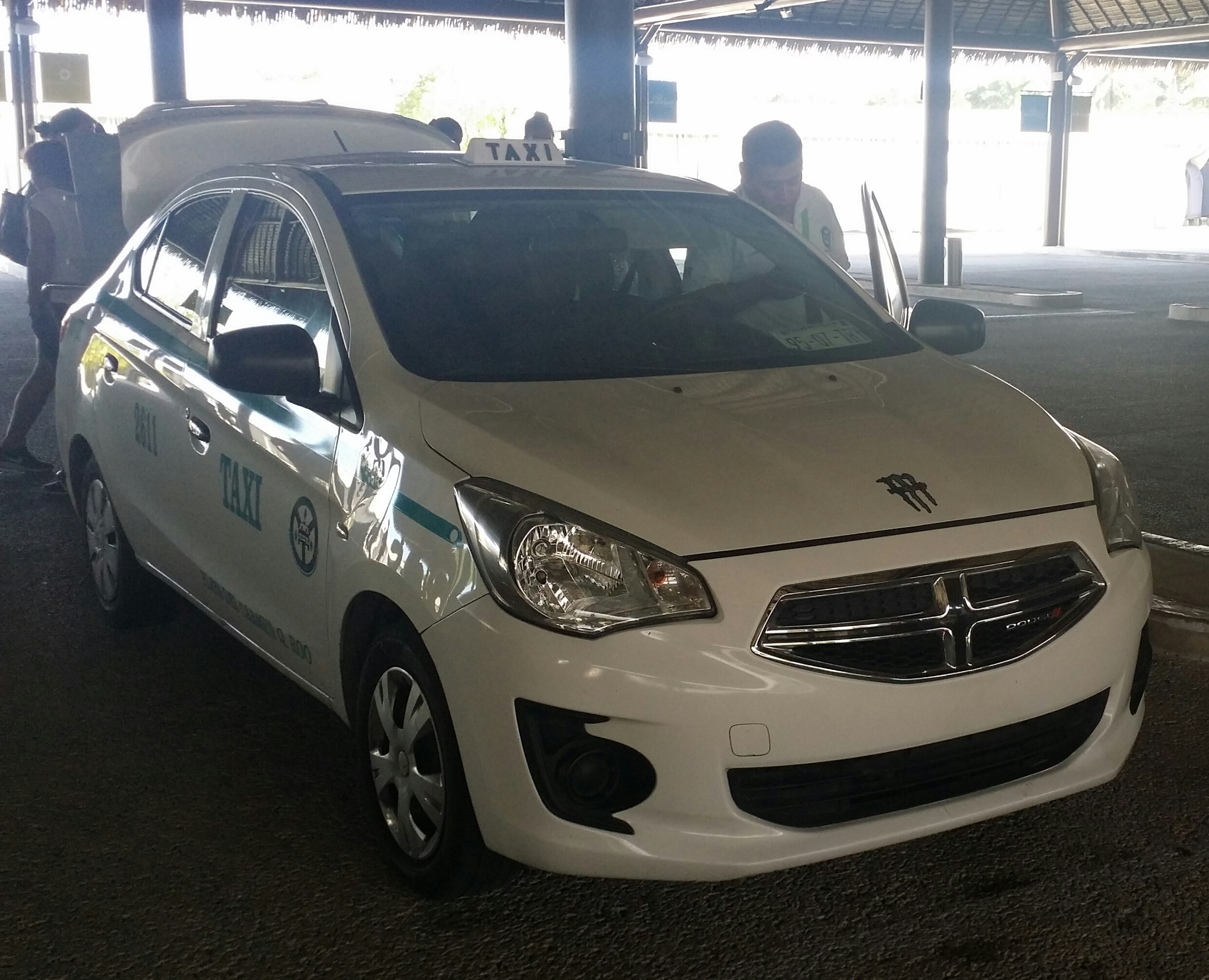
Dodge Attitude (2015—наш час)

На сьогоднішній день, 42 автовиробники мають офіційне представництво в країні з майже 400 різними моделями, що робить Мексику одним з найрізноманітніших і найбільш заповнених з автомобільних ринків у світі.
- Bayerische Motoren Werke AG
- Chrysler Group, LLC
- First Automobile Works
- Fiat S.p.A.
- Ford Motor Company
- Fuji Heavy Industries Group
- General Motors Company
- Honda Motor Company, Ltd.
- Hyundai Motor Company
- Isuzu Motors, Ltd.
- Jaguar Land Rover
- Mazda Motor Corporation
- Mercedes-Benz
- Mitsubishi Motors
- PSA Peugeot Citroën
- Renault-Nissan Alliance (Renault S.A. та Nissan Motor Company, Ltd.)
- Suzuki Motor Corporation
- Toyota Motor Corporation
- Volkswagen Group

## Обсяг виробництва за роками
У 2014 році було вироблено 4,664,779 автомобілів, таким чином він став піковим для автомобільної промисловості Мексики.

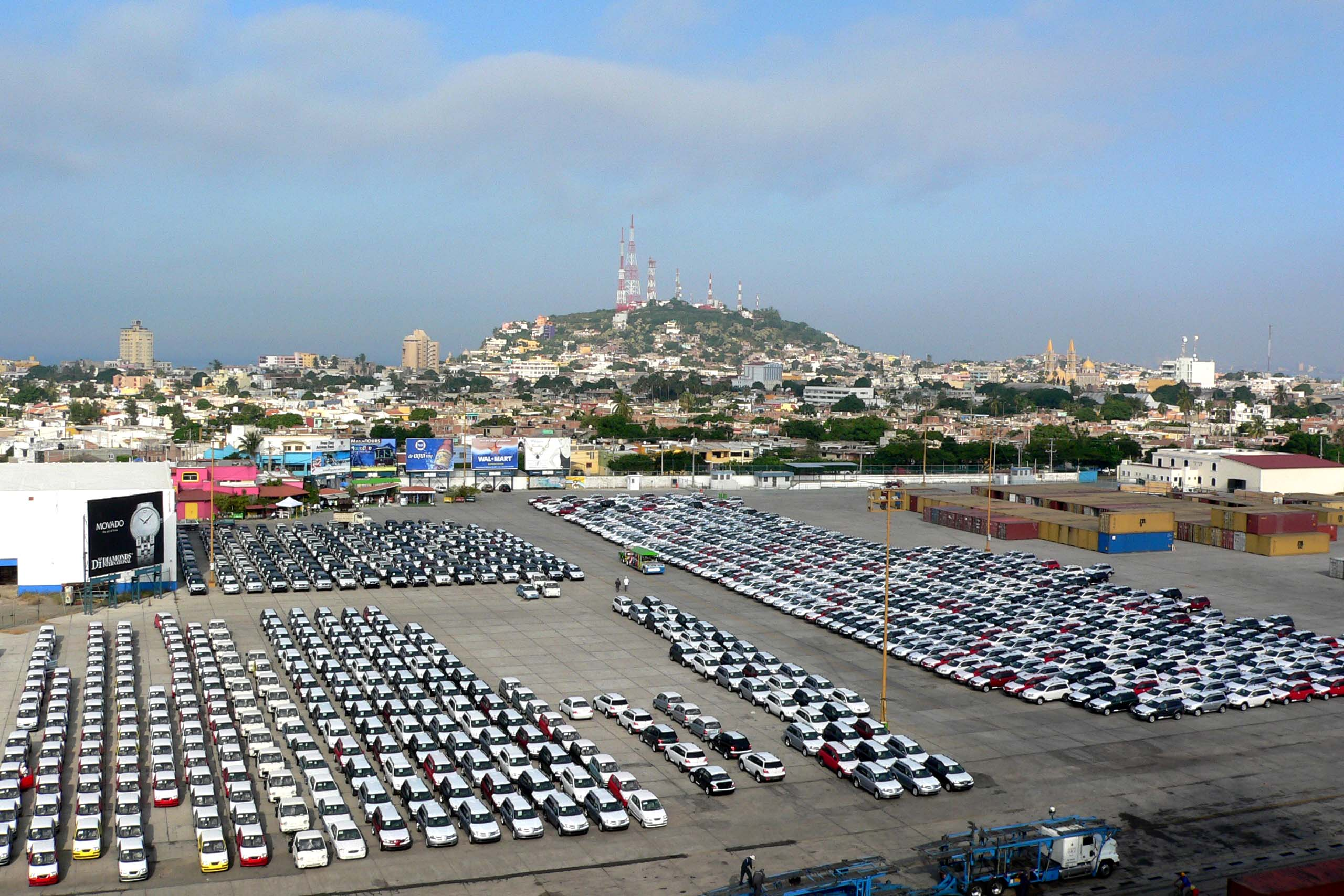
Автомобілі Hyundai та Mitsubishi в порту Мазатлан, листопад 2005 року

| Рік  | Обсяг виробництва |
| ---- | ----------------- |
| 1960 | 533,041           |
| 1970 | 916,089           |
| 1980 | 1,565,174         |
| 1990 | 1,814,466         |
| 1995 | 2,629,008         |
| 2000 | 3,099,522         |
| 2005 | 3,583,076         |
| 2010 | 3,981,728         |
| 2011 | 3,907,861         |
| 2012 | 4,002,508         |
| 2013 | 4,219,380         |
| 2014 | 4,664,779         |
| 2015 | 4,029,463         |
| 2016 | 4,396,356         |
| 2017 | 4,137,544         |
| 2018 | 4,100,770         |
| 2019 | 3,986,794         |
| 2020 | 3,176,600         |
| 2021 | 3,145,653         |
| 2022 | 3,509,072         |
| 2023 | 4,002,047         |